# 新海美優
新海 美優（しんかい みゆ、1995年11月14日 - ）は、大分県大分市出身の日本の女性プロゴルファー。所属は城島高原カントリークラブ。

## 経歴
9歳のときにゴルフを始める。
大分高等学校在学時の2013年、「日本ジュニアゴルフ選手権」女子15歳～17歳の部では優勝した堀琴音に及ばなかったものの2位タイ。
2014年、最終プロテストでは通算2アンダーの6位タイで合格した。日本女子プロゴルフ協会入会 (86期) 。同期に堀、永峰咲希、柏原明日架がいる。
2016年、「ほけんの窓口レディース」の16位タイなどが最高位。賞金ランク67位。
2017年、「スタジオアリス女子オープン」で最終日、5バーディーを奪い初のトップ10となる9位タイ。「ニチレイレディス」ではテレサ・ルーと優勝争いを演じたが、最終日17番ホールで隣ホールに打ち込むミスがあり、2位タイに終わった。3,088万円余を獲得し、賞金ランク39位で初のシード権獲得。
2018年、東海クラシックの11位タイが最高位。賞金ランク72位でシード権喪失。
2019年、「ワールドレディスチャンピオンシップ」で36位タイが最高位。賞金ランク120位。
2021年、「楽天スーパーレディース」では初日に自身ベストスコア65を記録し、首位タイ発進。結果12位タイ。
2024年、2月16日、松田一将と結婚したことを発表。